# Anomala personata
Anomala personata är en skalbaggsart som beskrevs av Ohaus 1932. Anomala personata ingår i släktet Anomala och familjen Rutelidae. Inga underarter finns listade i Catalogue of Life.